# 桶川加納インターチェンジ
桶川加納インターチェンジ（おけがわかのうインターチェンジ）は、埼玉県桶川市加納にある首都圏中央連絡自動車道（圏央道）のインターチェンジである。

## 歴史
- 2013年（平成25年）12月24日：当ICの名称が「桶川IC」（仮称）から「桶川加納IC」で正式決定[1]。
- 2015年（平成27年）10月31日：桶川北本IC - 白岡菖蒲IC間開通に伴い、供用開始[2]。

## 周辺
- 埼玉県警察高速道路交通警察隊桶川分駐隊[3]
- 上品上生観音
- 桶川市子ども公園
- 桶川市立加納中学校
- 埼玉県立桶川高等学校

## 接続する道路
- 直接接続
  - C4首都圏中央連絡自動車道(61番)
  - 埼玉県道12号川越栗橋線
- 間接接続
  - 国道17号（大宮バイパス）
  - 埼玉県道311号蓮田鴻巣線

## 隣
C4 首都圏中央連絡自動車道
(60)桶川北本IC - (61)桶川加納IC - 菖蒲PA - (62)白岡菖蒲IC